# ESF1
ESF1‏ (ESF1 nucleolar pre-rRNA processing protein homolog) هوَ بروتين يُشَفر بواسطة جين ESF1 في الإنسان.